# Eremogone tschuktschorum
Eremogone tschuktschorum är en nejlikväxtart som först beskrevs av Eduard August von Regel, och fick sitt nu gällande namn av Sergei Sergeevich Ikonnikov. Eremogone tschuktschorum ingår i släktet Eremogone och familjen nejlikväxter. Inga underarter finns listade i Catalogue of Life.